# Nasirnagar
Nasirnagar è un sottodistretto (upazila) del Bangladesh situato nel distretto di Brahmanbaria, divisione di Chittagong. Si estende su una superficie di 311,66 km² e conta una popolazione di 234.090 abitanti (dato censimento 1991).